# Scharnhorst (Eschede)
Scharnhorst ist ein Ortsteil der Gemeinde Eschede im Landkreis Celle in Niedersachsen.

## Geografie
Das Dorf Scharnhorst liegt nordöstlich von Celle am Naturpark Südheide.
Für die Ortschaft sind vier Ortsteile ausgewiesen:
- Marwede
- Scharnhorst
- Endeholz
- Kragen

## Geschichte

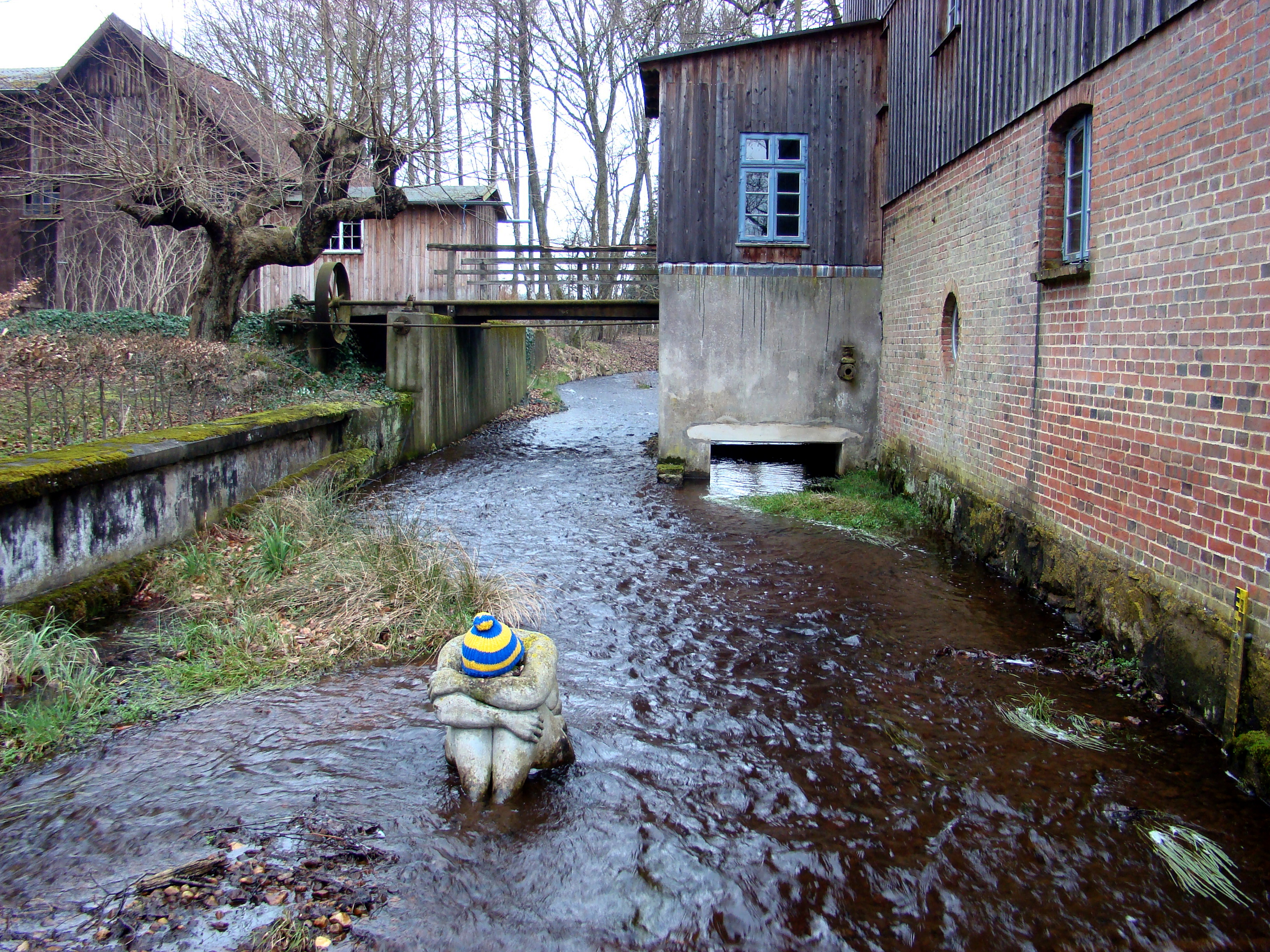
In der Lutter in Marwede, an der ehemaligen Wassermühle, die Steinskulptur “Die Heide aus Lüneburg” von Petra Förster, einer der „Magischen Punkte in der Südheide“

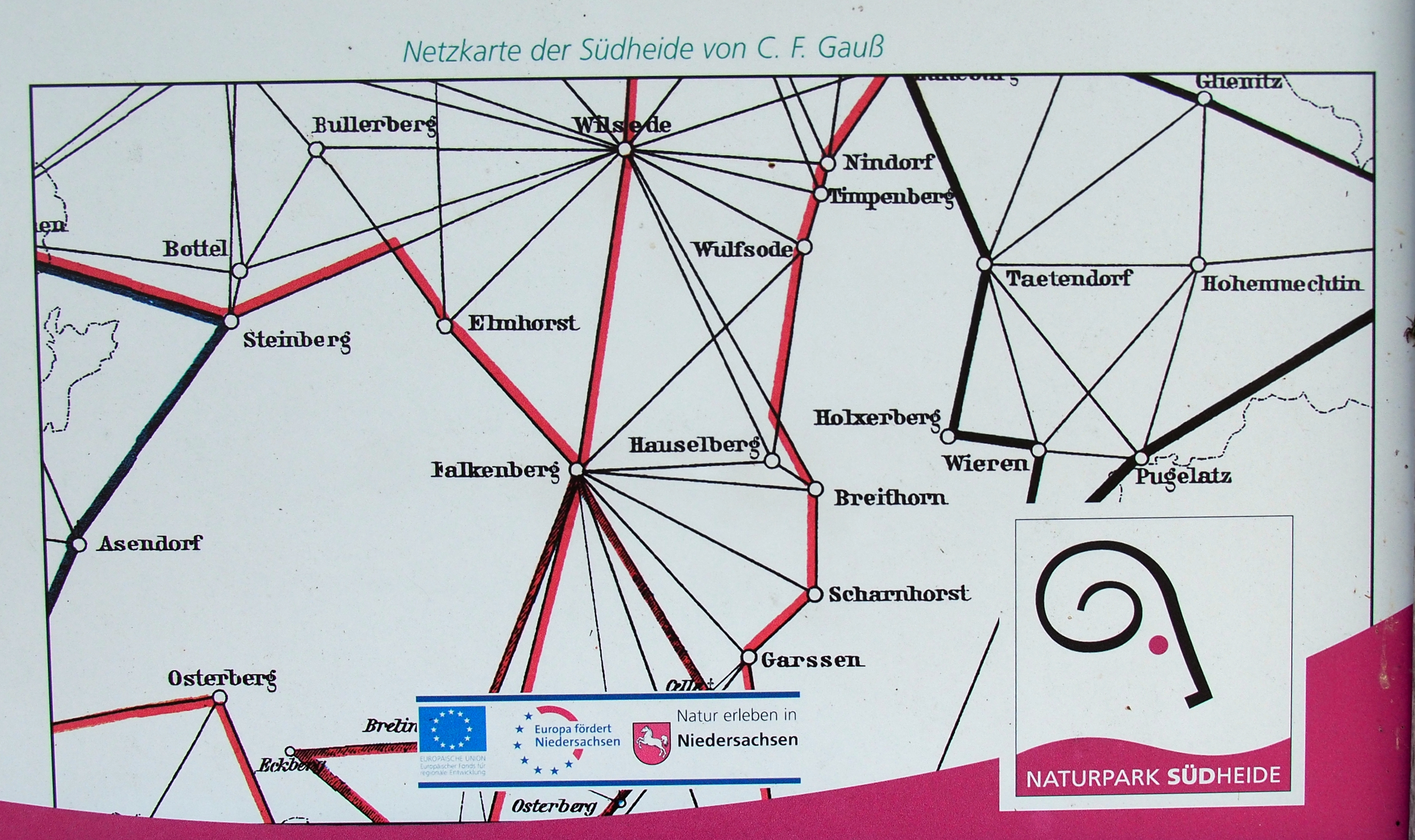
Netzkarte mit den Punkten der Gaußsche Landesaufnahme in der Südheide

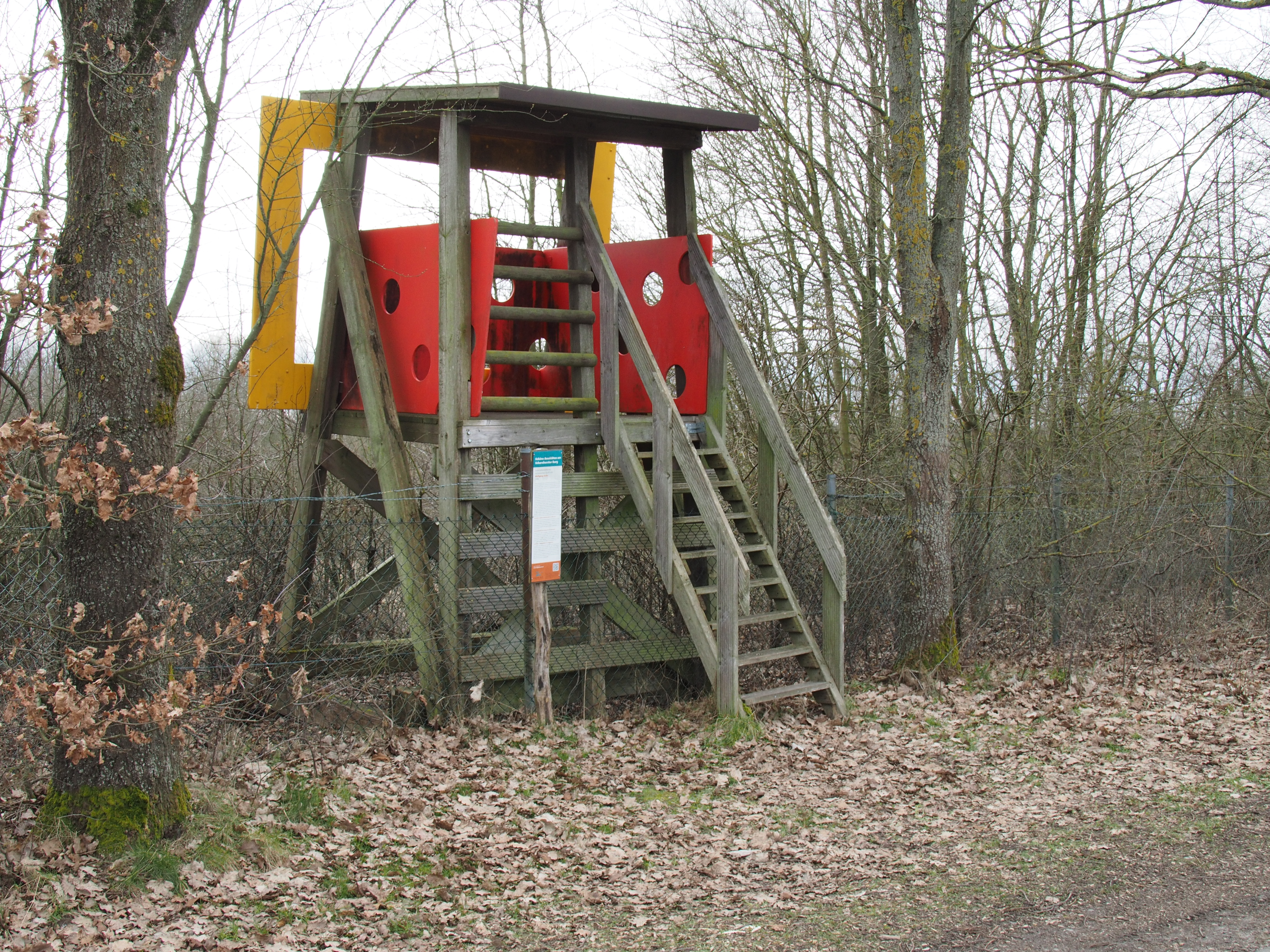
„Schöne Aussichten am Gaußpunkt“, „Hochsitz“, Landschaftsinstallation von Wolfgang Jeske

Scharnhorst bestand 1435 und noch im 19. Jahrhundert aus einem sattelfreien Hof, sechs Vollhöfen, zwei Halbhöfen, drei Kötnern und einem Kleinkötner. Der sattelfreie Hof wurde 1810 von der Familie Rehren verkauft; bis zur Ablösung der grundherrlichen Lasten 1839 galt er als Sattelhof.
1820 beauftragte der König von Hannover Georg IV. den Professor der Astronomie und Direktor der Sternwarte der Universität Göttingen, Carl Friedrich Gauß, das Königreich Hannover zu vermessen. Gauß benutzte für die Landvermessung auch den etwa 15 Kilometer nördlich von Scharnhorst gelegenen Berggipfel des Haußelbergs (117 m über NHN) als einen der Dreieckspunkte. Ab Mai 1822 war er vor Ort und erkundete die Verhältnisse. Da sich der Haußelberg nicht mit dem Osterberg in Garßen (75 m über HNH) verbinden ließ, musste Gauß noch das etwa 6 km südöstlich gelegene Breitehorn (Breithorn) (118 m über NHN), bei Unterlüß und von dort zusätzlich Scharnhorst zu Hilfe nehmen. Im Juli 1822 wurde auf der Scharnhorster Höhe (91 m über NHN) ein gemauertes Postament errichtet und ein Durchhau nach Garßen vorgenommen. Im September 1822 erfolgte die Vermessung nach Breitehorn. In der Nähe des ehemaligen Scharnhorster Vermessungspunktes wurde 1999 von Wolfgang Jeske die Landschaftsinstallation „Schöne Aussichten am Gauß-Punkt“ aufgebaut. Sie gehört zu den „Magischen Orten in der Südheide“, die von 1998 bis 2001 im Rahmen der Weltausstellung EXPO 2000 als Kulturhistourismus-Experiment aufgebaut wurden. Rund 40 geschichtsträchtige, sagen- oder mythenumwobene Punkte wurden durch die Landschaftskunst in ein neues Licht gerückt. 13 davon sind bis heute erhalten geblieben.
Am 7. Oktober 1820 hatte „das ohnehin arme Dorf“ Scharnhorst das Unglück, dass eine „mit der größten Schnelligkeit“ um sich greifende Feuersbrunst neun Haupt- und 22 Nebengebäude in weniger als einer Stunde gänzlich einäscherte, sodass es nicht zu vermeiden war, dass den unglücklichen Abgebrannten nicht alle ihre vorrätigen eingescheuerten Früchte, alles Viehfutter, auch einiges Vieh und fast all ihr Mobiliar-Vermögen, verloren gingen.
Die Verkoppelungskarte von 1848/49 weist für Scharnhorst aus: fünf Vollhöfner, vier Halbhöfner, drei Kötner, einen Brinksitzer und zwei Anbauern, außerdem die Schule und das Hirtenhaus. 1854 vereinigten sich zwei Vollhöfe und ein Halbhof zum Gut Scharnhorst.
In dem Ortsteil Marwede befindet sich an der Lutter eine ehemalige Wassermühle, die erstmals in einem Schatzregister von 1438 an diesem Ort erwähnt wurde. Sie steht heute unter Denkmalschutz.

### Eingemeindungen
Am 1. Januar 1973 wurden die Gemeinden Endeholz, Kragen und Marwede in Scharnhorst eingegliedert.
Zum 1. Januar 2014 erfolgte die Auflösung der Samtgemeinde Eschede mit ihren Mitgliedsgemeinden Eschede, Habighorst, Höfer sowie Scharnhorst und dafür die Neubildung einer Gemeinde Eschede. Seitdem ist Scharnhorst ein Ortsteil der Gemeinde Eschede.

Bauernhäuser
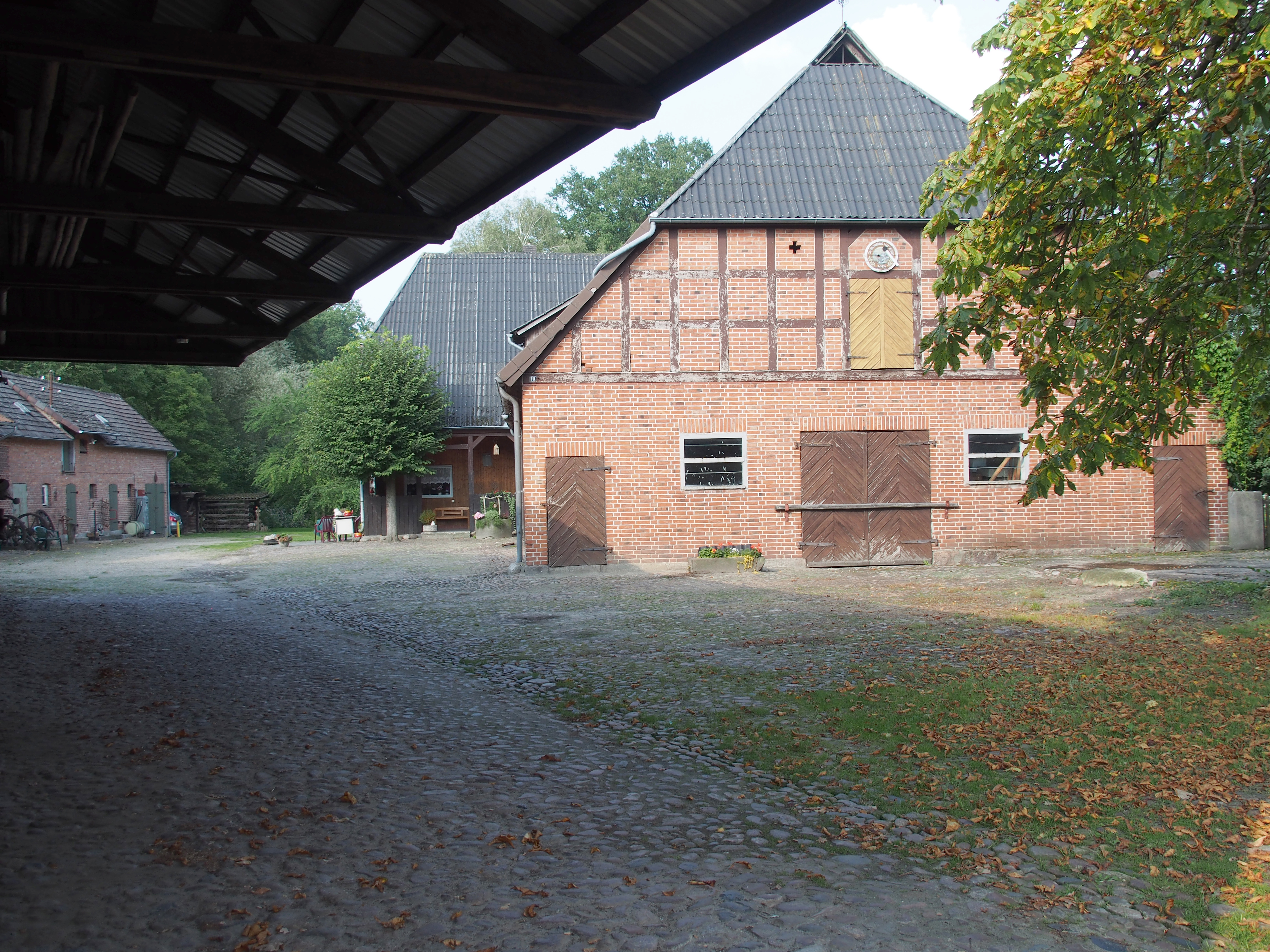
Bauernhof in Scharnhorst
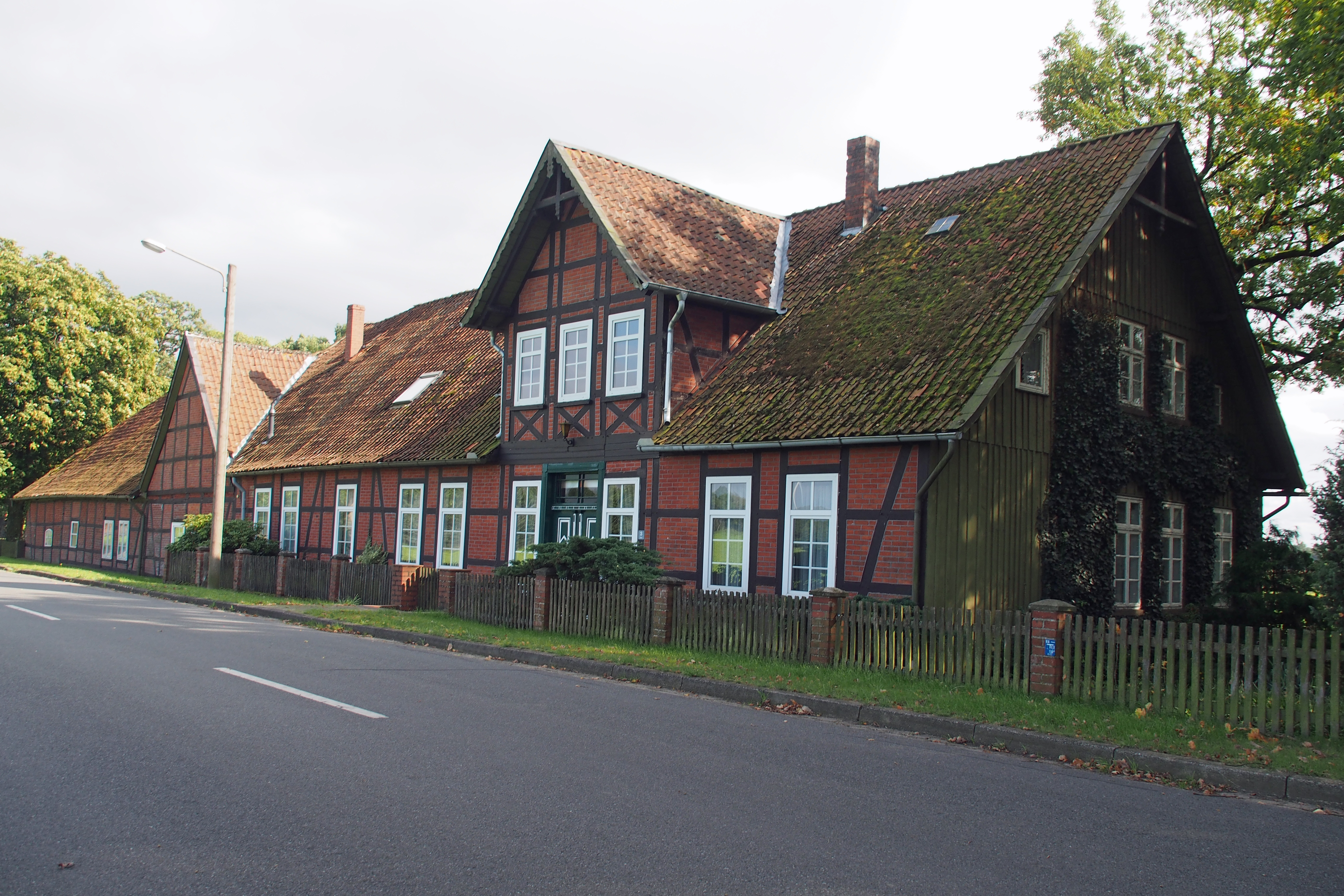
Denkmalgeschützter Bauernhof in Kragen
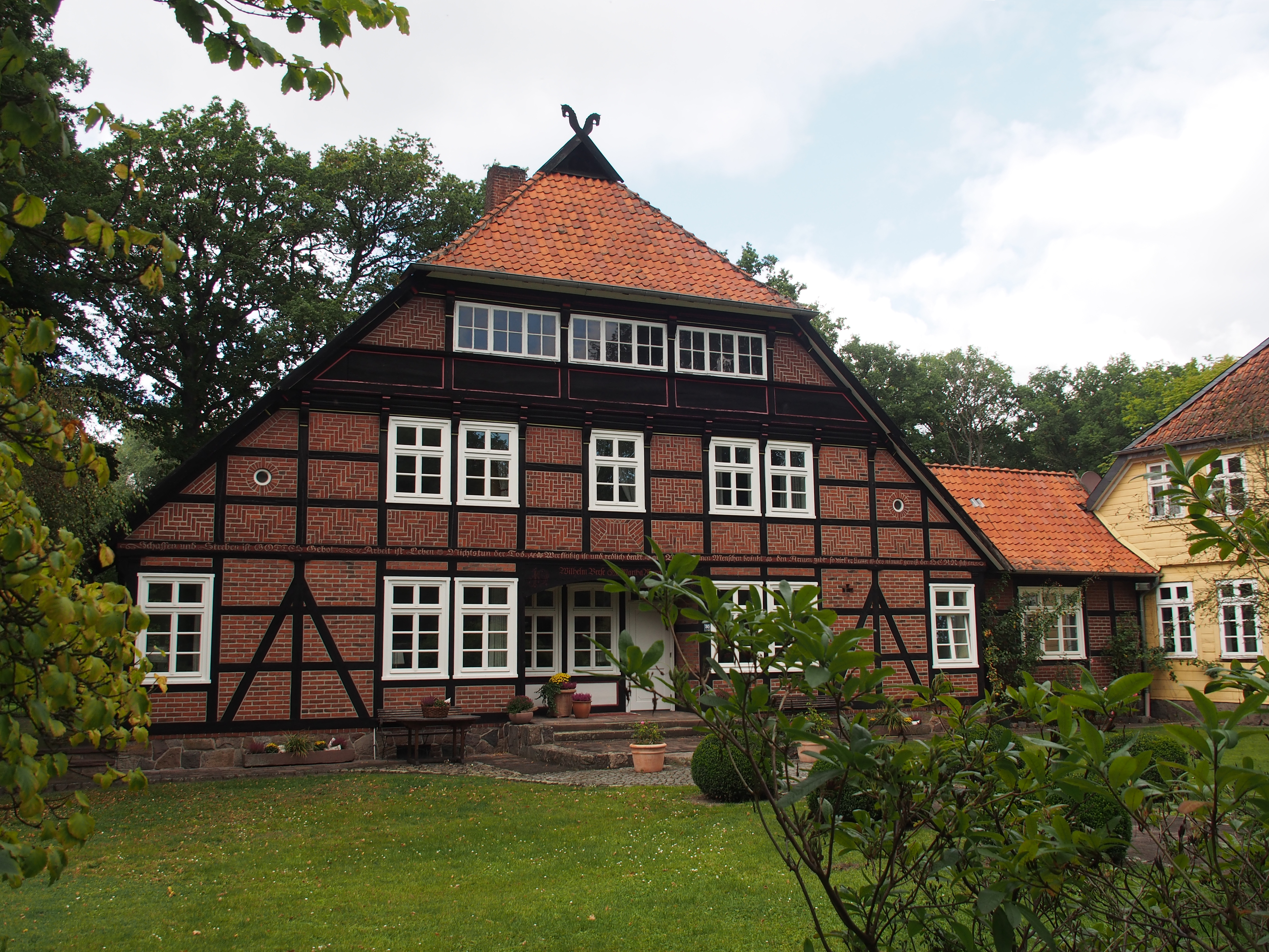
Breses Wohnhaus in Marwede

## Religion
Scharnhorst ist Teil der Kirchengemeinde Eschede und damit ist Teil des evangelisch-lutherischen Kirchenkreises Celle.
Die Christen, die der römisch-katholischen Kirche angehören, sind Teil des Bistums Hildesheim.

## Politik
Der letzte Gemeinderat von Scharnhorst setzte sich aus neun Ratsfrauen und Ratsherren zusammen.
Ehrenamtlicher Bürgermeister war zuletzt Otto Brandes.
Ortsvorsteher des Ortsteils Scharnhorst ist Dirk Drögemüller.

## Persönlichkeiten
- Wilhelm Brese (* 28. Dezember 1896; † 9. März 1994), deutscher Politiker (DNVP, CNBL, CDU), MdB, 1923–33 und 1945–73 Bürgermeister des dann nach Scharnhorst eingemeindeten Dorfes Marwede
- Lothar Matthes (* 23. Juli 1947), Wasserspringer, der für die DDR startete

## Kultur und Sehenswürdigkeiten
Siehe Liste der Baudenkmale in Scharnhorst